# Cryptographis aclista
Cryptographis aclista är en fjärilsart som beskrevs av Edward Meyrick 1936. Cryptographis aclista ingår i släktet Cryptographis och familjen Crambidae. Inga underarter finns listade i Catalogue of Life.